# Constituição Francesa de 1799 (Ano VIII)

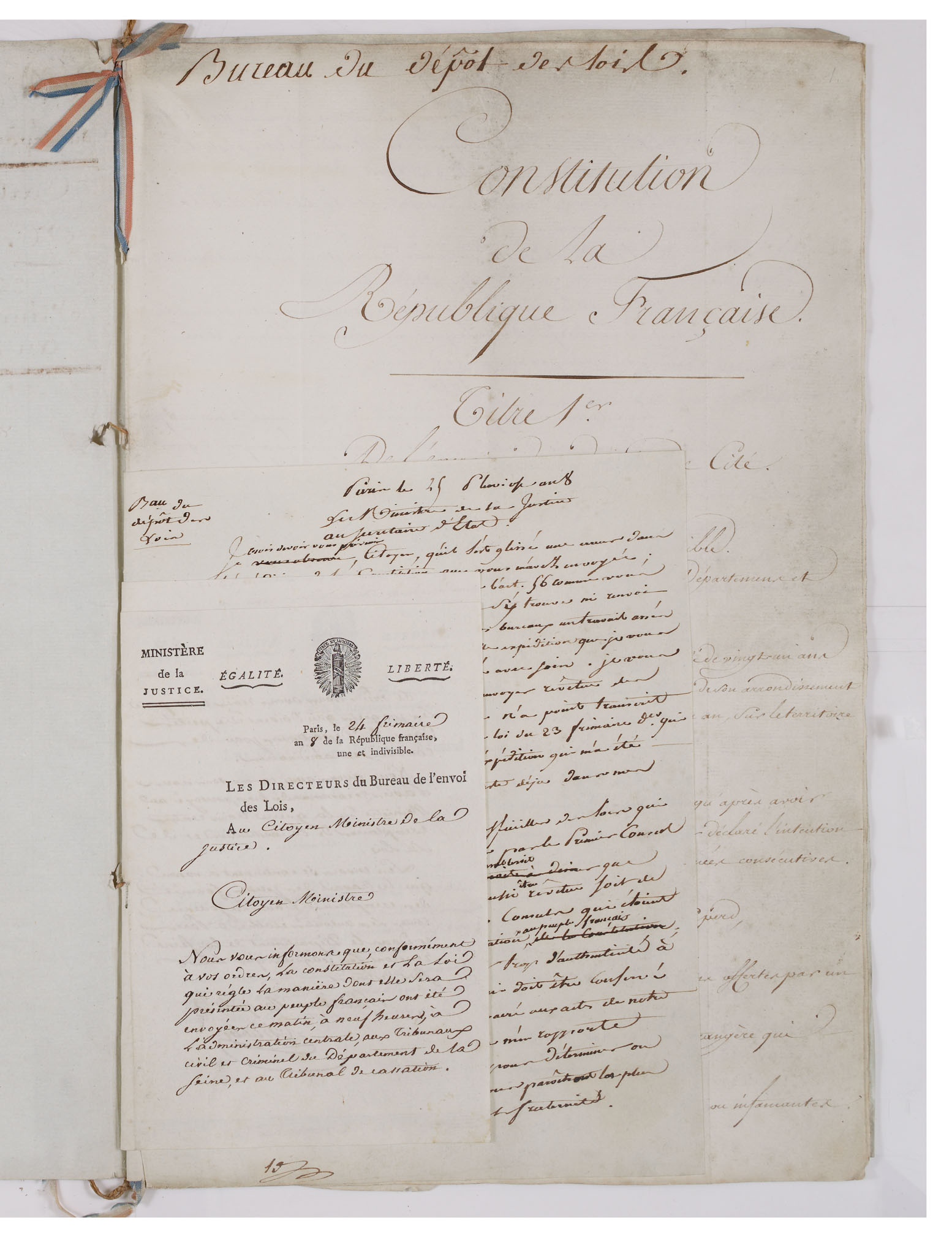
Constituição do Ano VIII

A Constituição Francesa de 1799, também conhecida como Constituição do Ano VIII, foi uma constituição nacional de França, adotada em referendo popular em 24 de dezembro de 1799 (durante o oitavo ano pelo calendário revolucionário francês), que estabelecia o Consulado como forma de governo (formado por três cônsules, que tinham poder para nomear os senadores que, por sua vez, escolhiam o Tribunato e o membros do legislativo), entrando em vigor a 1 de janeiro de 1800 — e feita após o Golpe de 18 Brumário para dar o poder efetivo a Napoleão Bonaparte. Sua aprovação selou o fim da Revolução Francesa.
Foi substituída pela Constituição do Ano X - na verdade, uma versão com poucas modificações daquela outra.

## Disposições
O artigo 21 criou o Senado Conservador a quem competia indicar os membros do Tribunato e do Corpo Legislativo.
Seus dispositivos simplesmente omitiam as conquistas revolucionárias da liberdade, igualdade e fraternidade, deixando de fazer menção à Declaração dos Direitos do Homem e do Cidadão.

## Crítica histórica

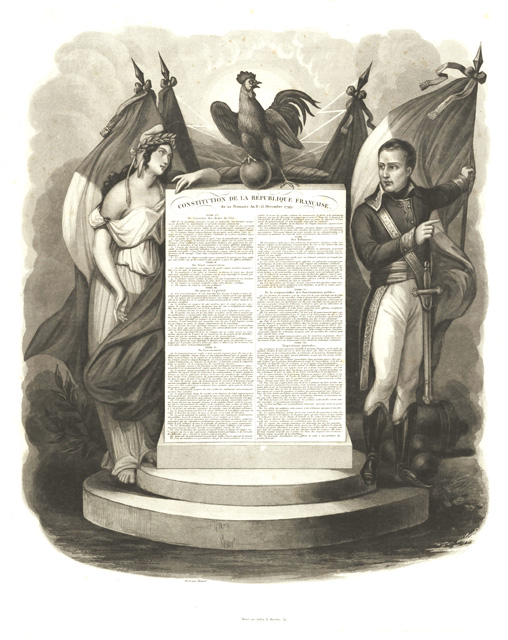
Alegoria da Constituição Francesa de 1799, em que se vê as figuras de Napoleão Bonaparte, da Efígie da República e do Galo Gaulês.

Jacques Godechot, sobre a Carta do Ano VIII, disse que ela "Supõe uma organização em pirâmide, tendo na base a totalidade dos cidadãos munidos de poderes ilusórios e, no ápice, um chefe que dita ordens às autoridades subordinadas."
Lefèbvre, por sua vez, declarou que "O povo é soberano, isto está entendido, mas não é mais consultado (…) E Napoleão não tardará a dizer 'Eu sou o único representante do povo'."